# Пуэрто-Рико на летних Олимпийских играх 1984
Пуэрто-Рико принимало участие в Летних Олимпийских играх 1984 года в Лос-Анджелесе (США) в десятый раз за свою историю, и завоевало одну бронзовую и одну серебряную медали. Сборную страны представляли 8 женщин.

## 02!Серебро
- Бокс, мужчины — Луис Ортис.

## 03!Бронза
- Бокс, мужчины — Аристидес Гонсалес.

## Результаты соревнований

### Академическая гребля
В следующий раунд из каждого заезда проходили несколько лучших экипажей (в зависимости от дисциплины). В финал A выходили 6 сильнейших экипажей, ещё 6 экипажей, выбывших в полуфинале, распределяли места в малом финале B. 
Спортсмены из Пуэрто-Рико на Играх в Лос-Анджелесе дебютировали в соревнованиях по академической гребле. Страну на Играх представлял Хуан Феликс, который смог попасть в десятку сильнейших. Также пуэрториканец выступил на Олимпийских играх 1988 года. Выступления Феликса так и осталось единственным участием пуэрто-риканских гребцов в Олимпийских играх.
Мужчины
| Соревнование | Спортсмены  | Предварительный заезд | Предварительный заезд | Предварительный заезд | Отборочный заезд | Отборочный заезд | Отборочный заезд | Полуфинал | Полуфинал | Полуфинал | Финал   | Финал   | Итоговое место |
| Соревнование | Спортсмены  | Заезд                 | Время                 | Место                 | Заезд            | Время            | Место            | Заезд     | Время     | Место     | Время   | Место   | Итоговое место |
| ------------ | ----------- | --------------------- | --------------------- | --------------------- | ---------------- | ---------------- | ---------------- | --------- | --------- | --------- | ------- | ------- | -------------- |
| одиночки     | Хуан Феликс | 1                     | 7:42,96               | 6                     | 1                | 7:26,85          | 3 Q              | 2         | 7:34,70   | 5         | Финал B | Финал B | 10             |
| одиночки     | Хуан Феликс | 1                     | 7:42,96               | 6                     | 1                | 7:26,85          | 3 Q              | 2         | 7:34,70   | 5         | 7:36,38 | 4       | 10             |